# Mato (Ponte de Lima)
Mato ist ein Ort und eine ehemalige Gemeinde (Freguesia) im nordportugiesischen Kreis Ponte de Lima der Unterregion Minho-Lima. Die Gemeinde hatte 312 Einwohner (Stand 30. Juni 2011).
Am 29. September 2013 wurden die Gemeinden Mato, Ardegão und Freixo zur neuen Gemeinde Ardegão, Freixo e Mato zusammengeschlossen.